# 篠塚麻衣
篠塚 麻衣（しのづか まい、1992年4月1日 - ）は、日本の女子陸上競技選手。千葉県八街市出身。

## 経歴
成田高（陸上部）で駅伝の選手に。中央大学商学部に進み、大学に進み競技大会に出場。2015年4月よりユニバーサルエンターテインメント所属。

## 競技大会

### 関東インカレ女子
2012年 10,000ｍ 
5,000ｍ　 2連覇。2年連続大会新記録。

### 関東学生新人女子
3,000ｍ決勝（2012年9月15日） 9:33.79 GRで優勝。これは2年連続大会新記録での優勝。

### 関東大学女子駅伝対校選手権大会
中央大学で第17回大会〜第20回（2011年〜2014年）連続4回出場した。
- 第17回　1年 6区（7.8 km）25:08で快走し区間賞を獲得し、中大を第29回全日本大学女子駅伝へと導いた。
- 第18回　2年 6区（7.8 km）先行する城西大を抜き、この年も区間2位で快走、順位を5位に押し上げ、2年連続全国大会に出場となった。
- 第19回　3年 6区（7.8 km）先行する立教大を逆転したが、順位は10位にとどまり3年連続出場はできなかった。
- 第20回　4年 4区（5.8 km）19:15 (7)(5)。頑張って順位を上げたが、最終6区丹羽七海がゴール手前で大ブレーキして、東洋、白鷗大学、順天堂大に抜かれて10位になった。

### 全日本女子選抜駅伝
2013年12月23日、富士山本宮浅間大社前〜富士総合運動公園陸上競技場
- 東日本の代表で4区（9.4 km）を走り記録32:13で個人9位になった。[5]

### 東日本女子駅伝
2013年11月11日、福島市信夫ヶ丘競技場発着
- 千葉県の選手として9区を走り、千葉県のアンカーとして笑顔で優勝のテープを切った。千葉県は、3区で川嶋亜希子（千葉県成田高）10分13秒、5区土井友里永（千葉スターツ）16分48秒、7区舘あさひ（千葉県柏日体高）12分52秒が区間賞を獲得した。[6]